# جيمس إتش دايموند
جيمس إتش دايموند (بالإنجليزية: James H. Diamond)‏ هو عسكري أمريكي، ولد في 22 أبريل 1925 في نيو أورلينز في الولايات المتحدة، وتوفي في 14 مايو 1945 في مينداناو في الفلبين.